# Ufeus
Ufeus là một chi bướm đêm thuộc họ Noctuidae.

## Các loài
- Ufeus electra Smith, 1908 (đồng nghĩa: Ufeus hulsti Smith, 1908)
- Ufeus faunus Strecker, 1898
- Ufeus plicatus Grote, 1873 (đồng nghĩa: Ufeus unicolor Grote, 1878)
- Ufeus satyricus Grote, 1873 (đồng nghĩa: Ufeus barometricus (Goossens, 1881))
  - Ufeus satyricus satyricus Grote, 1873
  - Ufeus satyricus saggiatarius Grote, 1883